# Rosa 'Félicité Parmentier'
Rosa 'Félicité Parmentier' — старинный сорт роз класса Розы Альба. Используется в качестве декоративного садового растения. 

## Биологическое описание
Тетраплоид.
Высота куста 120—150 см, ширина около 90 см. Куст вертикальный, но под тяжестью цветов ветви могут изгибаться в виде арки. Колючки коричневые.
Листья желтовато-серо-зелёные. 
Цветки плоские, махровые, кремово-белые со светло-розовым центром. Аромат описывается, как средний или сильный.
Цветение однократное.

## В культуре
'Félicité Parmentier' отличается энергичным ростом и теневыносливостью. Сорт слегка подвержен чёрной пятнистости.
Зоны морозостойкости: от 4b до 9b.